# Grote Nieuw-Zeelandse vleermuis
De grote Nieuw-Zeelandse vleermuis (Mystacina robusta) is een uitgestorven vleermuis uit de familie der Nieuw-Zeelandse vleermuizen (Mystacinidae) die voorkwam in Nieuw-Zeeland. Deze soort is bekend van subfossiel en fossiel materiaal van Noordereiland en Zuidereiland, een aantal exemplaren uit het Zuidereiland uit 1902, en van dieren uit de eilanden Big South Cape en Solomon ten zuiden van het Zuidereiland, waar de soort in het midden van de jaren 60 door ingevoerde ratten werd uitgeroeid.
De grote Nieuw-Zeelandse vleermuis was groter dan zijn verwant, de nog levende Nieuw-Zeelandse vleermuis (M. tuberculata), en had bredere en kortere neusgaten, een relatief kortere vleugel, en een sterker verhemelte. De kop-romplengte bedroeg 61 tot 66 mm, de staartlengte 16,6 tot 18,6 mm, de voorarmlengte 46,6 tot 48,3 mm, de tibialengte 19,0 tot 19,7 mm en de oorlengte 18,8 tot 19,1 mm.
Waarschijnlijk at dit dier zowel plantaardig materiaal als stuifmeel en varens als dierlijk materiaal als vogels en geleedpotigen. De vlucht was langzaam en ze kwamen nauwelijks meer dan twee of drie meter boven de grond. De paartijd was voor zover bekend in april-mei.
Geslacht Icarops (fossiel): Icarops aeneae · Icarops breviceps · Icarops paradox

Geslacht Mystacina: Grote Nieuw-Zeelandse vleermuis (Mystacina robusta) (uitgestorven) · Nieuw-Zeelandse vleermuis (Mystacina tuberculata)